# وعر (يريم)

تعديل مصدري - تعديل

وعر هي إحدى قرى عزلة بني مسلم بمديرية يريم التابعة لمحافظة إب، بلغ تعداد سكانها 310 نسمة حسب تعداد اليمن لعام 2004.